# 321485 Cross
321485 Cross è un asteroide della fascia principale. Scoperto nel 2009, presenta un'orbita caratterizzata da un semiasse maggiore pari a 2,3743694 UA e da un'eccentricità di 0,1739962, inclinata di 1,06219° rispetto all'eclittica.